# Seløyna
Seløyna est une île norvégienne du comté de Hordaland appartenant administrativement à Bergen.

## Description
Rocheuse et couverte d'arbres, elle s'étend sur environ 561 m de longueur pour une largeur approximative de 484 m. Elle compte une dizaine d'habitations sur ses côtes. 